# Antaplaga plesioglauca
Antaplaga plesioglauca là một loài bướm đêm trong họ Noctuidae.